# Étienne Bally
Étienne Marcell Bally (Vénissieux, 1923. április 17. – Vénissieux, 2018. január 10.) Európa-bajnok francia atléta, rövidtávfutó.

## Pályafutása
Az első nemzetközi versenye az 1946-os oslói Európa-bajnokság volt, ahol 100 méteres síkfutásban a negyedik helyen végzett. Az 1950-es brüsszeli Európa-bajnokságon 100 méteren arany-, 200 méteren és 4 × 100 m váltóban ezüstérmet szerzett. Részt vett az 1948-as londoni és az 1952-es helsinki olimpián.

## Sikerei, díjai
- Európa-bajnokság
  - aranyérmes: 1950 (100 m)
  - ezüstérmes (2): 1950 (200 m, 4 × 100)